# Campionat britànic de motocròs 1957
La temporada de 1957 del Campionat britànic de motocròs, anomenat a l'època ACU Scramble Drivers' Star, hauria d'haver estat la 7a edició d'aquest campionat, organitzat per l'ACU. No es va arribar a celebrar a causa del racionament de petroli subsegüent a la crisi de Suez, esdevinguda a finals de 1956.